# アレクセイ・ジヴォトフ
アレクセイ・ジヴォトフ（キリル文字：Алексей Семёнович Животов, ラテン文字：Aleksey Semyonovich Zhivotov, 1904年11月1日または11月14日 - 1964年8月27日）はロシアの作曲家。
カザン出身。1924年から1930年までレニングラード音楽院で学び、ウラディーミル・シチェルバチョフに師事。レニングラード作曲家連盟のメンバーで、1961年から1964年まで議長を務めた。連作歌曲によって知られているほか、九重奏曲や管弦楽組曲などの作品がある。

## 文献
- Larry Sitsky: Music of the repressed Russian avant-garde, 1900-1929, Greenwood Press, 1994. ISBN 9780313267093, S. 318ff.